# Thesium flexuosum
Thesium flexuosum är en sandelträdsväxtart som beskrevs av A. Dc.. Thesium flexuosum ingår i släktet spindelörter, och familjen sandelträdsväxter. Inga underarter finns listade i Catalogue of Life.